# ダンス・ティル・ウィ・アー・ハイ
ダンス・ティル・ウィ・アー・ハイ （原題：Dance 'till We Are High）は、2008年にザ・ファイヤーマンが発表した楽曲、及びその翌年の夏に発売された同曲を収録したシングル。

## 概要
アルバムからの第2弾シングル。雄大で、なおかつ陽気な雰囲気を持つ曲。使われているベルはチューブラー・ベルというベル。
録音された時期を考えると、歌詞は現在の妻ナンシー・シェベルとの出会いを歌ったものであると考えられる。

シングル化に伴いビデオも制作された。イルミネーションが輝く遊園地で撮影されたもの。

また、アルバム「エレクトリック・アーギュメンツ」のデラックス・エディションにこの曲の「クリスマス・ミックス」が収録されている。

シングルカットされ、ビデオも制作されたのにもかかわらず、ライヴでは演奏されなかった。その代わりに同じアルバムから「ハイウェイ」、リハーサルでは「サン・イズ・シャイニング」が演奏された。